# Hans Suys
Hans Suys, ook gespeld als Suest, Suess of Zuess en soms Hans van Neurenberg of Hans van Keulen genoemd, was een 16e-eeuwse orgelbouwer.
Suys was een van de belangrijkste orgelbouwers van zijn tijd en bouwde een groot aantal orgels in Duitsland (Straatsburg, Frankfurt am Main, Xanten, Kalkar) en de Nederlanden (Luik, Antwerpen, Amsterdam). Van deze orgels is geen enkele bewaard gebleven.
In Amsterdam bouwde hij met Hendrik en Hermann Niehoff en Jasper Jansz een orgel voor de Oude Kerk, waarvan Jan Pieterszoon Sweelinck later de organist zou worden.
Hans Suys, geboren omstreeks 1465, overleden tussen 1542 en 1544 te Amsterdam.
Jürgen Ahrend · Johann Bätz · Heinrich Andreas Contius · Familie Gilman · Friedrich Fleiter · Carl Frei · Heinrich Hermann Freytag · Joseph Gabler · Rudolf Garrels · Gottfried Silbermann · Gerhard Grenzing · Albertus Antoni Hinsz · Bartelt Immer · Hans Henny Jahnn · Ludwig König · Hinrich Just Müller · Christian Müller · Carl Friedrich August Naber · Paul Peuerl · Georg Heinrich Quellhorst · Joachim Richborn · Arnold Rohlfs · Conradus Ruprecht II · A. Ruth und Sohn · Wilhelm Rütter · Arp Schnitger · Hans Wolff Schonat · Ernst Seifert · Andreas Silbermann · Friedrich Stellwagen · Johannes Stephanus Strümphler · Hans Suys · Johannes Wilhelmus Timpe · Welte-Mignon · Johann Friedrich Wenthin · Christian Gottlieb Friedrich Witte
Van Belle · Berger · Andries-Jacob Berger · Dominique I Berger · Bremser · Corneille Cacheux · De Lannoy · Antoon van Elen · Jacob van Eynde · Jean-Baptiste Forceville · Hans Goltfuss · Jean-Joseph vander Haeghen · Nicolaas van Hagen · Nicolaas Helewout · Familie Niehoff · Willem Hermans · Hooghuys · Langhedul · Egidius Le Blas · Loret (familie) · Christiaan Penceler · Van Peteghem · Guillaume Robustelly · Jean le Royer · Andries Severijn · Theodoor Smet · Hans Suys